# Noel Kinsey
Pour les articles homonymes, voir Kinsey.
Noel Kinsey, né le 24 décembre 1925 à Treorchy (pays de Galles) et mort le 20 mai 2017, est un footballeur gallois, qui évoluait au poste d'inter droit à Norwich City, à Birmingham City et à Port Vale ainsi qu'en équipe du pays de Galles.

## Biographie
Noel Kinsey ne marque aucun but lors de ses sept sélections avec l'équipe du pays de Galles entre 1951 et 1955.

## Carrière
- 1947-1953 :  Norwich City
- 1953-1958 :  Birmingham City
- 1958-1961 :  Port Vale[2]

## Palmarès

### En équipe nationale
- 7 sélections et 0 but avec l'équipe du pays de Galles entre 1951 et 1955.
- Vainqueur du British Home Championship en 1952

### Avec Birmingham City
- Vainqueur du Championnat d'Angleterre D2 en 1955.
- Finaliste de la Coupe d'Angleterre en 1956